# Projecte Hypatia
El Projecte Hypatia, o Hypatia I, és un projecte que va portar nou científiques catalanes a la Mars Desert Research Station d'Utah (Mars Society) del 16 al 29 d'abril del 2023 per fer diversos experiments i fomentar les vocacions científiques de dones en el sector espacial. El projecte porta el nom anglès d'Hipàcia, una de les primeres científiques, mestra de prestigi de l'escola neoplatònica, que sobretot va destacar en matemàtiques i astronomia.

## Origen
L'11 de febrer del 2021, Dia de la Nena i la Dona en la Ciència, les científiques Mariona Badenas i Carla Conejo es van conèixer i van decidir fer un equip per presentar-se a la convocatòria de la Mars Society per a dur a terme projectes de recerca a l'estació anàloga a Mart situada a Utah. Les missions proposades abasten la biologia, les matemàtiques, el periodisme, l'astrofísica i l'art. El programa marc Horizon 2020 de la Unió Europea finança el projecte.
Entre dues i tres setmanes del mes d'abril del 2023 viuran en una estació construïda la dècada del 2000 per la Mars Society al desert d'Utah. És una estació anàloga, que reprodueix les condicions de vida a Mart per afavorir-ne les investigacions relacionades amb aquest planeta. Funciona amb energia solar que dona electricitat a sis estructures. La seva intenció és que Hypatia I sigui el primer de molts projectes.

## Balanç
La missió va estar marcada per les restriccions d'aigua, menjar i comunicacions per recrear el que hauria passat a Mart. Durant la missió van consumir una mitjana de 13,4 litres d'aigua diaris i van menjar productes deshidratats i aliments frescos cultivats a la pròpia estació marciana, sobretot cogombres, tomàquets cherry i brots verds per amanides, així com herbes aromàtiques. La restricció de les comunicacions a tres hores d'internet al dia per enviar els informes i sense contacte amb familiars i amics. A la tornada del viatge, el juliol del 2023, es va anunciar la missió Hypatia II pel 2025.

## Participants
La tripulació està formada per nou dones científiques catalanes d'entre 21 i 46 anys amb diverses especialitzacions i que toquen diversos sectors. La comandant és Mariona Badenas, doctora en Ciències Planetàries al MIT. Badenas impulsa el projecte juntament amb Carla Conejo, responsable de programes de ciència de la Fundació Catalunya-La Pedrera, que estudiarà com l'ésser humà es pot habituar a la vida en espais petits.
Neus Sabaté, investigadora ICREA a l'Institut de Microelectrònica de Barcelona, investigarà la millor manera de crear i emmagatzemar energia a Mart. També hi participaran Ariadna Farrés, investigadora de la NASA; Laia Ribas de l'Institut de Ciències del Mar; Cesca Cufí, enginyera a Airbus; Núria Jar, periodista freelance; Anna Bach, analista de dades, i Helena Arias, estudiant de física i enginyeria.